# Aenasius philo
Aenasius philo är en stekelart som beskrevs av John S. Noyes 2000. Aenasius philo ingår i släktet Aenasius och familjen sköldlussteklar.
Artens utbredningsområde är Costa Rica. Inga underarter finns listade i Catalogue of Life.